# Нязя
Ня́зя (устар. Наза, Назя, Наза-Илга) — река в России, правый приток Уфы, протекает на Среднем Урале, в Полевском городском округе Свердловской области и Нязепетровском районе Челябинской области.
Длина реки составляет 53 км, площадь водосборного бассейна — 670 км².

## Название
По одной версии, название реки Нязи происходит от башкирского диалектного слова назы — «ель» («еловая река»). По другим версиям, название реки связано с распространенным у башкир личным именем Наза, либо оно произошло от слова из финно-угорских языков.

## Гидрография
Нязя начинается севернее горы Сокол, в промежутке высот 520—510 м над уровнем моря, на стыке Коноваловского и Уфалейского хребтов, к северо-востоку от деревни Кенчурки Полевского городского округа. Устье Нязи находится на высоте около 290 м над уровнем моря, в 791 км по правому берегу реки Уфы, на границе города Нязепетровска.

## Притоки
(км от устья)
- 600 м: Табунка (лв), течёт по территории г. Нязепетровска[8]
- 11 км: Харланова (пр)[5]
- 14 км: Большая Каменка (лв)[5]
- 23 км: Маниска (пр)[5]
- 26 км: Сангра (пр)[5]
- 38 км: Большой Аюш (лв)[5]
- 40 км: Кенчурка[5]

## Хозяйственное использование
На реке Нязе размещён город Нязепетровск. У северной окраины Нязепетровска на Нязе устроено водохранилище 1967 года постройки.

## Данные водного реестра
По данным государственного водного реестра России, Нязя относится к Камскому бассейновому округу, речному бассейну Камы, речному подбассейну Белой. Водохозяйственный участок реки — Уфа от Нязепетровского гидроузла до Павловского гидроузла, без реки Ай.
Код объекта в государственном водном реестре — 10010201112111100020377.

## Изображения

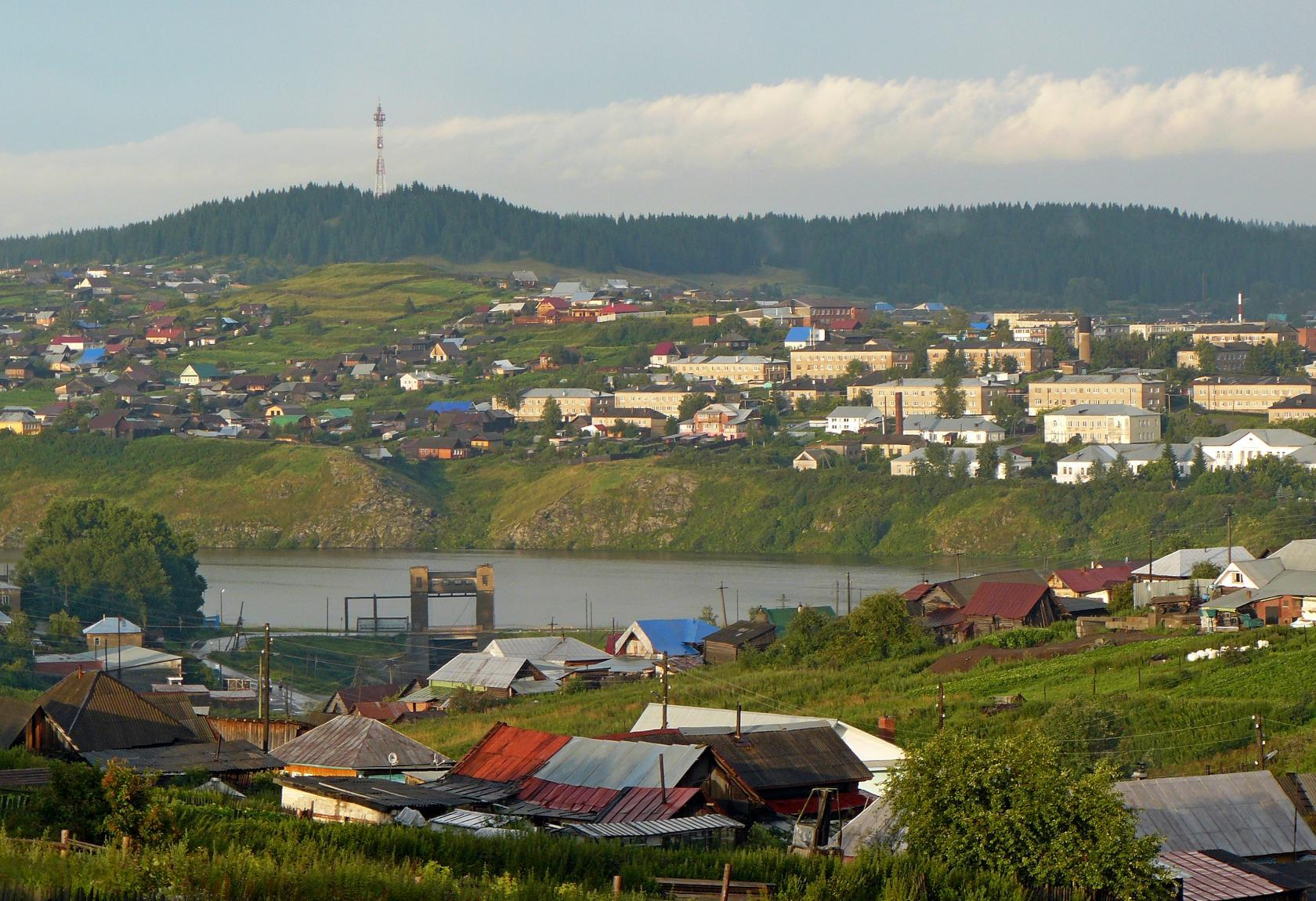
Створ и насыпь плотины городского пруда на реке Нязя в г.Нязепетровске
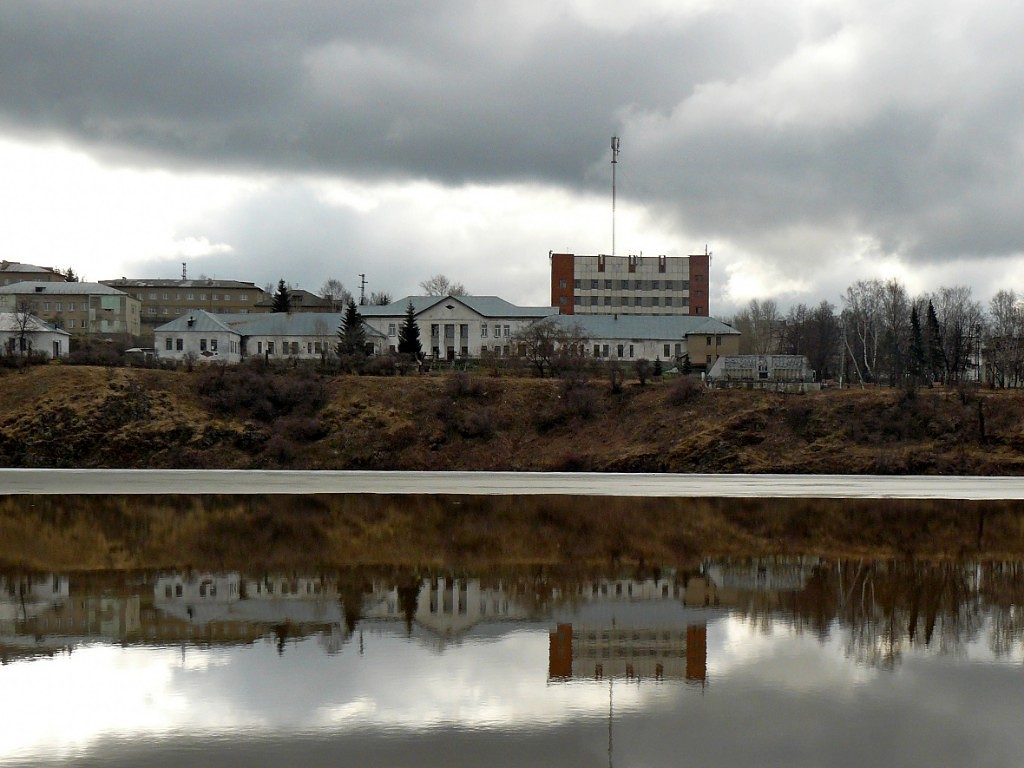
На левом берегу пруда расположена центральная районная больница
Нязепетровский городской пруд